# アラン・グレ
アラン・グレ（Alain Grée、1936年7月21日 - 2025年2月28日）は、主に1960年代から1970年代に多数の作品を残したフランス人絵本作家・イラストレーター。現在はグラフィックデザイナーとして現役で活動中。
彼の独特の色使いやタッチ、イラストのスタイルは、日本を含め世界中のイラストレーター・アーティストの手本となり、尊敬されているイラストレーターである。

## 人物
1936年7月21日、フランス・パリ郊外、オーボンヌ生まれ。
パリの "Ecole des Arts Appliqués" でグラフィックアート・アトリエを学び卒業した後、Arts de Paris"でファインアート学を専攻し、その後、当時少なかった子供向けの「楽しく学べる学習本」の制作に取り掛かる。
1960年にモニーク夫人と結婚、2人の娘がいる。
La Choutte社より推理小説を3タイトル出版し、フランステレビ局の子供向け番組制作・プロデューサーを2年間務める。
絵本や教育本の作家・イラストレーターとしてCasterman社、Hachette社、Nathan社などから300を超えるタイトルの本を出版、それらの本は25カ国の言語に翻訳されている。
さらにNathan社から、デザイン、コンセプト、イラストレーションまで全てを担当したゲームを12種類制作、その他、子供向けの雑誌「Pomme d'Api」や「Journal de Babar」に作品（文章・イラスト・ゲーム等）を4年間掲載。
また、船に乗ることが大好きなアラン・グレは、Gallimard社より、航行法・航海術に関する本も10タイトル出版、Voiles et Voiliers（航行法・航海術に関するフランスの雑誌）では20年間ジャーナリストを務める。
メインの趣味はセーリングで、1970年代からいろいろな船を所有してきたアラン・グレは、大西洋を2度横断し、世界中を船で旅をし、かわいいイラストの絵本は彼が船の上で描いたものもある。
現在は、グラフィックデザイナー・広告等の出版物のエディターとして活躍中。
近年では、当時のイラストを使って日本とイギリス、Button Booksよりで新たな絵本が出版され、グッズも日本やフランスを始め各国で多数販売されている。
オフィシャルHP参照

## 主な絵本
HACHETTE社
- Il y a ... series (1966 - 1967)
- J'apprends ... series (1968 - 1975)
- Qu'est-ce qui ... series (1966 - 1976)
- les racontes series (1969 - 1971)
- je serai series (1972 - 1973)

CASTERMAN社
- Achille et Bergamote series (1962 - 1983)
- CADET-RAMA series (1962 - 1983)
- ROMEO series (1966 - 1968)

その他出版社
- FERNAND NATHAN EDITIONS (1959 - 1962)
- FLEURUS EDITIONS (1963 - 1964)
- GAUTIER-LANGUEREAU EDITIONS (1963 - 1964)
- FARANDOLE EDITIONS (1963)
- ARMAND COLIN EDITIONS (1966 - 1967)

### 近年
イギリス

Button Books
- My First Book of Animals (7 Oct 2012)
- My First Book of Vehicles (26 Apr 2013)
- My First Book of Letters (26 Apr 2013)
- My First Book of Numbers(7 Oct 2012)
- My First Book of Colours (7 Oct 2012)
- My First Book of Nature (7 Oct 2013)
- Seasons (7 Oct 2013)
- Seaside (21 May 2013)
- Alphabet (7 Oct 2012)
- Nature (7 Oct 2012)
- Transport (7 Oct 2012)
- Exploring (21 May 2013)

イギリス
PLOC Magazine
- Sports : Vol. 2 by Alain Gree (16 Jun 2012)
- The Farm (The Happy Mag for Kids) (12 Jun 2012)

日本
ジェネオンエンタテインメント
- フランス語のぼうけん(2006)
- ひよこのミラベル(2007)
- みつばちのシドニー(2007)
- きんぎょのシブレット(2007)

フランス
FLAMMARION社(2010年)
- 50 jeux pour toute l'année
- Les sports et loisirs
- A la montagne
- Les moyens de transpor
- Dans la forêt
- A la mer
- Les chansons de toujours
- Les animaux
- A la campagne

## 近年の活動
グラフィックデザイナーとして、フランスの船に関するカタログ等の制作をしている。
1960年代から1970年代の彼の作品を使った商品や絵本も再び販売・出版されている。
今後も彼の愛らしいイラストを使用した商品の展開を計画中である。